# Мігдєєв Олександр Васильович
Олександр Васильович Мігдєєв (16 серпня 1938, місто Маріуполь Донецької області — 31 серпня 2004, місто Дніпропетровськ, тепер Дніпро) — український діяч, голова Дніпропетровського міськвиконкому, голова Дніпропетровської обласної державної адміністрації (1998—1999). Депутат Верховної Ради УРСР 11-го скликання. Член ЦК КПУ в 1976—1990 роках.

## Біографія
Освіта вища. Закінчив Ждановський металургійний інститут Донецької області.
З 1960 року — помічник майстра, наладник, старший майстер, заступник начальника, начальник ковальського цеху виробничого об'єднання «Південний машинобудівний завод» міста Дніпропетровська.
Член КПРС з 1965 року.
У 1974—1975 роках — секретар партійного комітету виробничого об'єднання «Південний машинобудівний завод» міста Дніпропетровська.
У 1975—1981 роках — 1-й секретар Красногвардійського районного комітету КПУ міста Дніпропетровська.
У 1981—1989 роках — голова виконавчого комітету Дніпропетровської міської ради народних депутатів.
До 1993 року — начальник відділу наукової організації праці виробничого об'єднання «Південний машинобудівний завод» міста Дніпропетровська.
Потім працював у банківській сфері, остання посада — референт керівника Дніпропетровського міського відділу Укрсоцбанку України.
10 квітня 1998 — 27 квітня 1999 року — голова Дніпропетровської обласної державної адміністрації.
У квітні 1999 — вересні 2000 року — радник Президента України.
Потім — на пенсії. Похований на Запорізькому цвинтарі міста Дніпропетровська (Дніпра).

## Нагороди
- Орден «За заслуги» II ступеня (серпень 1998)[5]
- ордени
- медалі
- Почесна відзнака Президента України (грудень 1995)[6]
- Почесна грамота Кабінету Міністрів України (квітень 1999)
- почесний громадянин міста Дніпропетровська